# روبرت ميلر مونتاغيو
روبرت ميلر مونتاغيو (بالإنجليزية: Robert Miller Montague)‏ هو عسكري أمريكي، ولد في 7 أغسطس 1899 في بورتلاند في الولايات المتحدة، وتوفي في 20 فبراير 1958 في Balboa, Panama ‏ في بنما.